# 스완 아를로

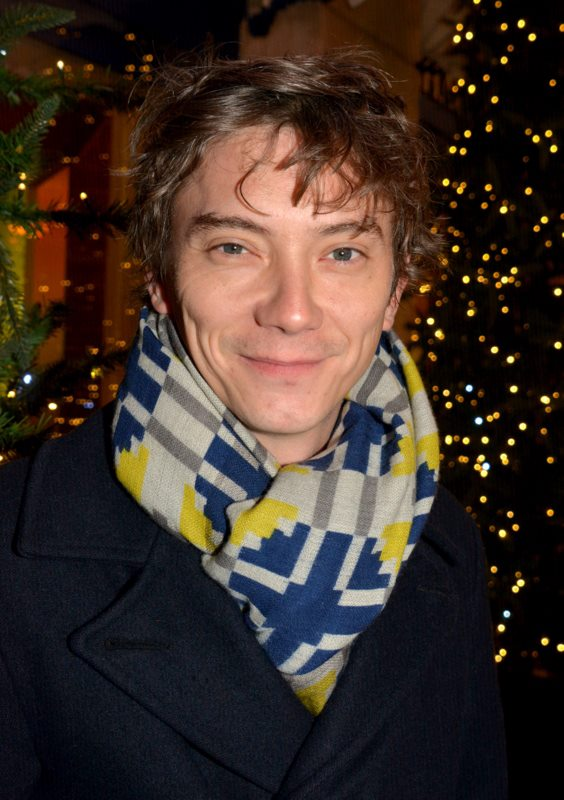
2016년 1월 모습

수안 아를로(프랑스어: Swann Arlaud, 프랑스어 발음: [sw.an], 1981년 11월 30일 ~ )는 프랑스의 배우이다.

## 출연 작품

### 영화
- 라운드 업 (2010)
- 블랑섹의 기이한 모험 (2010)
- 엘르 (2011)
- 웃는 남자 (2012)
- 미하엘 콜하스의 선택 (2013)
- 여자의 일생 (2016)
- 미술품 도난 사건: 영리한 사기꾼 vs 은퇴 경찰 (2018, Un beau voyou)
- 신의 은총으로 (2019)
- 추락의 해부 (2023)